# Centro Cultural CA660
El Centro Cultural CA660 es un espacio cultural ubicado en Las Condes, en la ciudad de Santiago, Chile. De propiedad de la Fundación CorpArtes, fue inaugurado el 3 de agosto de 2014, y cuenta con un teatro, salas de exposiciones, una explanada y un jardín de esculturas.

## Historia
El 29 de enero de 2014 Corpbanca e Itaú anunciaron la fusión de sus bancos a través de un canje de acciones. Además, el acuerdo de fusión establecía la destinación de una cifra importante para la Fundación CorpGroup Centro Cultural, que a partir de entonces cambió su nombre a Fundación CorpArtes.
El 3 de agosto de ese mismo año fue inaugurado el Centro Cultural CA660 Itaú Corpbanca, diseñado por el arquitecto Renzo Zecchetto, con una muestra de Joan Miró.